# 由布惟信
由布惟信（大永7年（1527年）？－慶長17年6月24日（1612年7月22日）），日本戰國時代的武將、立花氏家老，為「立花四天王」之首。幼名熊若丸，通稱源兵衛、八郎、孫十郎、源五兵衛尉、源五左衛門，一名惟延，號雪下，晚年受賜「立花」姓，是由布惟巍的兒子。

## 早年生平

### 家族背景
由布氏為豐後國大神氏族植田氏分流，是速見郡由布院城主由布彥太郎惟季的後裔，代代侍奉大友家，後因姻親關係逐漸成為大友家臣戶次氏的譜代家臣。至日本戰國時期，侍奉戶次氏的由布氏大略分為正嫡・庶嫡兩個系統，而惟信則是出自由布氏庶嫡。
由布惟信之父惟巍曾於肥後高國府口之戰、以及天文4年（1535年）8月22日的車返之戰立功，亦於弘治3年（1557年）討伐秋月文種的戰鬥中負傷，最後於永祿10年（1567年）7月7日，跟隨主君戶次鑑連（立花道雪）等大友軍擊退叛變的高橋鑑種所率8千兵力，使其退往寶滿城。此戰中，惟巍在矢石下突擊斬敵而立功，與同僚內田鎮並、足達連安、高野出雲、十時惟次、戶次親繁、戶次親宗、後藤種長、原尻鎮清、安東、綿貫等一同參戰，後於同年10月9日逝去，享年58歲，由布惟信繼任家督。

### 參戰立功
天文15年（1546年），筑前國人秋月文種第一次反叛大友家時，由布惟信跟隨受大友義鑑命令而出陣的戶次鑑連等大友家將領出兵至古處山城，與同僚安東連善立下先登戰功，於同年7月19日獲授道雪所給予的戰功感狀。天文23年（1554年）11月20日，鑑連率家臣由布惟信、安東家忠、安東連忠及小野信幸埋伏於豐後直入郡木原，包圍受到大友義鎮（大友宗麟）以和平為由，誘騙其回歸豐後的菊池義武，迫使其自刃。
弘治2年（1556年）5月，大友家爆發小原鑑元之亂，鑑連與田北鑑重、田原親宏、吉弘鑑理、志賀親守、高橋鑑種等往肥後進攻小原鑑元統領的南關城，鎮壓叛亂。隨後，再次於豐後海部郡討伐與小原鑑元一同叛亂的本庄新左衛門統綱、中村新兵衛長直、佐伯惟教、賀來紀伊守惟重等國人眾；19日，由布惟信、高野大膳、高野九郎兵衛、足達左京、安東家貞等將登越城牆、開門引入友軍攻進本庄的城池，遂斬殺本庄等人並掃平餘黨。
弘治3年（1557年），大友義鎮對於在弘治元年（1555年）內通毛利並舉兵反叛的筑前國人秋月文種以及肥前國人筑紫惟門發動攻勢，於7月令戶次鑑連聯合高橋鑑種、臼杵鑑速以及吉弘鑑理、田北鑑生、志賀親守、一万田鑑實、吉岡長增、田村麟清、佐伯惟教、朽網鑑康、小原鑑元等將領，共約2萬人兵力，以及筑後眾蒲池鑑盛、田尻親種、問註所鑑豐前往征討。鑑連於7月7日至28日率家臣安東連之、安東家忠、安東連善、安東連忠、後藤種長、由布惟巍、由布惟信、綿貫吉廉、小野長幸等人攻下文種的古處山城，至12日平定部分筑前和肥前地區，8月23日又攻下筑紫惟門的五箇山城。
永祿5年（1562年）7月13日，由布惟信跟隨鑑連進軍門司城，於第二次「柳浦之戰」中，惟信立下一番槍戰功，據載他的騎馬縱橫活躍之姿令其敵我雙方驚嘆。永祿8年（1565年），筑前有「西大友」之稱的立花鑑載自去年反叛大友家。在同年4月27日至5月的戰鬥中，由布惟信跟隨立花道雪出戰，討取敵軍將領彌須圖書助，振奮鼓舞友軍。
永禄10年（1567年）7月7日，對高橋鑑種之「寶滿城九峰之戰」、8月14日對秋月種實的「瓜生野之戰」、9月3~4日の休松の戦い、永禄11年（1568年）7月第二次立花鑑載討伐、8月對原田隆種的第一次「生松原之戰」、永禄12年（1569年）5月對毛利軍多多良濱之戰等皆參與作戰。

## 立花家老時期

### 「立花四天王」
戶次鑑連在大友宗麟再三說服下轉封至筑前立花山城，於元龜2年（1571年）5月形式上的繼承立花氏並且受任筑前守護代。惟信對此將由布庶嫡家督之位讓給長男由布惟定，令其留在豐後侍奉道雪的猶子・戶次鎮連，帶著次男惟次，三男惟紀前往立花山城擔任家老一職，成為道雪的七家老之一。
天正6年（1578年），大友家於耳川大敗於島津家，使得大友家逐漸式微，筑前國人如秋月、原田、宗像、草野等再次大規模反叛，此時道雪配下的由布惟信、十時連貞、安東家忠、高野大膳因戰功而一同被合稱「立花四天王」。12月3日，秋月種實聯合筑後的豪族問註所鑑景、筑紫廣門約4千至5千人攻擊岩屋、寶滿城，因為大友家臣高橋紹運的防戰未果，後種實於4日率綾部駿河守、内田善兵衛、横田讃岐守、上野四郎右衛門、木所刑部丞、長谷山民部少輔、熊江修理亮、芥田惣六兵衛等家臣共4千餘騎兵力，在柴田川和立花高橋軍的2千騎對峙並弓矢對射，由於立花高橋軍的兵力處於劣勢，交戰不久便撤退至山野中；此時，種實於晚上追擊，反被立花與高橋聯軍以由布惟信、小野鎮幸、薦野增時、綿貫吉兼、竹迫連種、高橋越前守、成富左衛門等人分別從山路埋伏夾擊，並且紹運在二日市、針摺一帶佈置噓旗馬印，種實中計退回居城、損失3百多人兵力，立花高橋軍隨後又攻下筑紫家家臣帆足彈正所鎮守之武藏城。
天正7年（1579年）3月16日到18日，秋月軍出陣至八嶽，宗像、原田等出兵聚集，為此道雪派家臣小野鎮幸、米多比鎮久、刃連孫九郎、野上連貞、吉田連正、原尻鎮清、由布惟信、由布惟次、竹迫鑑種、竹迫連種、十時惟由等家臣出戰，在刃連孫九郎的突擊與野上連貞戰死下，立花軍合作驅敵擊敗秋月軍。

### 生松原之戰
天正7年9月下旬，道雪、紹運、志賀親守為討伐原田親秀進行軍議，決定由紹運留守防備秋月、筑紫，志賀親守率大津留鎮正及小田部勢殘兵攻向高祖山日向崖，道雪則合木付鑑實共3千5百餘騎，以小野鎮幸、由布惟信5百為先鋒進軍高祖山城並放火燒村，原田親秀以一族之擅長軍事兵法的勇將原田林慶指揮波多江、吉井等為大將率6千出擊，分別將道雪、志賀軍衝散並逐漸聚集當地鄉士之兵力，追擊道雪軍至生松原（第四次「生松原之戰」），此時林慶見道雪背後河川滿潮，認為道雪之兵比起溺死將會轉而奮鬥攻擊自軍，因而打算待其退潮，小野鎮幸也向道雪提出該利用此背水之陣令士兵突擊敵陣，兩軍互相觀察，隨後小野、由布率5百人兵力分左右進擊，道雪後陣遂追擊將原田軍打回高祖山城，林慶則在小野、由布及薦野增時、立花成家父子、丹親次的夾攻下兵卒殆盡遭小野討殺，於高祖山山腰處的妙立寺防守的原田種守1千5百騎也被擊破，種守以下數十騎戰死。道雪軍攻破三之丸、二之丸後，遂放火燒城，返回生松原執行首實驗後，回軍立花山城。
天正8年（1580年）4月27日，惟信受任博多商都東半部的管理（博多津東分役職），據載外界評價其制度改革為人稱道，在軍事方面才能出眾，於政治面亦有成就。同年11月3日，秋月種實為報內田彥五郎及井田親氏被殺之仇，以問註所鑑景、上野四郎兵衛、惠利暢堯、綾部駿河守率1萬2千軍勢集陣於古處山城下奈須美（茄子見或安見山）之森，但立花高橋軍已判讀到此行動而以小野鎮幸、由布惟信為先鋒出擊至奈須美，兩軍接觸激戰先以弓鐵砲後槍隊互擊，此時綿貫吉兼、竹迫連種側面游擊秋月軍令其崩潰，道雪紹運又加入攻擊，種實叫陣整軍，又看到紹運在後方擺出噓旗，擔心部隊遭敵軍斷後，而撤退回古處山。

### 小金原之戰
天正8年11月12日，立花山城東北方的宗教豪族宗像氏貞，其部分家臣不滿早先將部分領地作為色姬的嫁妝給予立花，趁立花軍一面出戰秋月軍（「潤野原之戰」），一面以由布惟信、薦野增時、小野鎮幸、立花鎮實、內田鎮家、足立連安等立花家臣8百兵前往運輸兵糧不足的筑前東南邊境的鷹取城時，聯合秋月軍於13日半路偷襲（「小金原之戰」，立花家稱「清水原之戰」），此戰中立花家諸將各別討取眾多敵方將領、足立連安連斬18人、米多比鎮久也擊殺石松新三郎貞景，而惟信之子由布惟次也以鐵砲狙擊敵大將河津修理進盛長立下大功，但隨後奮戰中身受13處重傷，最後在由布、小野、薦野、內田、十時等立花家臣以背日光於高處下山衝陣等兵法上正確的判斷，宗像方大敗，將領吉田貞辰、石松秀兼等人皆被討取殆盡，此戰形同宗像氏貞背叛盟約而觸怒道雪，兩家之間的同盟因此破裂。
12月，宗像的家臣石松主稅助一受秋月種實煽動反叛，打算與秋月軍合作集結於宗像表進攻立花山城，道雪聽聞此事後派出小野鎮幸、由布惟信率2千餘兵力迎戰。兩將以釣野伏戰術成功引誘出石松主稅助並加以殲滅，秋月軍則在觀望戰局不利後撤退（傳聞此戰中，道雪生病，僅在城中仗刀就如軍神摩利支天般，令在戰場的立花士兵感到道雪親自現身在戰場而提振自軍士氣）。

### 西鄉表之戰
天正10年（1582年）3月16日，道雪指派小野鎮幸、由布惟信、內田鎮家等家臣為主將，率五百人兵力侵攻宗像許斐岳城周邊的吉原、八並村（「西鄉表之戰」）作為牽制。出兵前，鎮幸夥同由布惟信等將領對道雪提出諫言，認為此次戰役必遭強烈反抗，沒有任何顯著利益，而道雪執意命鎮幸等人率兵出擊；鎮幸於交戰中討殺宗像家將領大和又三郎貞秋，並重創其兄大和右近貞繁，後如鎮幸所言，道雪方遭敵軍抵抗作戰失利，經過兩軍對峙與局地村落的放火掃討後便撤軍，之後於4月16日前往那珂郡岩戶鄉驅逐秋月、原田、宗像的約2千聯軍，此戰立花軍僅1千5百軍力分道雪、惟信、小野鎮幸三隊為本隊進攻，統虎和薦野率5百兵力作為伏兵，道雪本隊在危急之時因統虎的策略擊退原田勢，隨後讓統虎率薦野增時、立花成家、小野鎮、由布惟時、立花統春、佐野統幸共1千騎驅逐正在岩戶一帶的岩門庄久邊野築砦的原田勢武將笠興長3百人兵力，討取當中1百50人並追擊至早良郡。

### 立功受封
天正12年（1584年）8月，由布惟信跟隨道雪與高橋紹運進行筑後遠征，參加攻略貓尾城等戰役，轉戰筑後各地。期間於10月28日強攻發心岳城之際，其長男由布惟定戰死。天正13年（1585年）4月，於久留米合戰一系列戰鬥中活躍。9月11日，道雪病逝於戰陣中，撤軍回立花山城；道雪死後，由布惟信輔佐其繼承人立花宗茂，協助其對抗島津軍。天正14年（1586年）8月，他在立花山城籠城戰、高鳥居城攻略戰等戰役立功。
天正15年（1587年），立花家之後受豐臣秀吉封得筑後柳川領地成為大名，惟信此時作為宿老之一，受主君宗茂分封俸祿為3,500石，並擔任酒見城城主。同年9月，他在討伐肥後國人一揆的作戰中從軍，與同樣已是老齡的同僚十時惟由共同擔任先鋒以疾驅之勢奇襲突破敵軍，並於進攻大田黑城時立下一番乘的戰功。

## 輾轉時期
立花家在小田原征伐、朝鮮出兵、關原之戰時期，由布惟信皆做為留守重臣之一、固守柳川領地，這段期間由其次子由布惟次參加朝鮮出兵，三子惟紀則戰死於朝鮮。慶長5年（1600年）關原之戰後，立花家遭受改易處分，主君宗茂成為浪人，而惟信與其子惟次等10餘名家臣沒有改仕他家，持續跟隨宗茂，並想方設法經營生意維持生活。
慶長9年（1604年）2月，德川家康招喚宗茂給予御書院大番頭5千石俸祿；慶長11年（1606年）1月3日，家康打算封賜宗茂陸奧棚倉的領地，而因將軍之位已讓於德川秀忠，同年9月上旬，宗茂在會見秀忠後，於11月11日正式給予陸奧棚倉1萬石、復歸大名身分，後於慶長15年（1610年）7月25日，加增至3萬石俸祿；此時，惟信代替經常在江戶幕府做為將軍近侍的宗茂，與其子惟次、同僚十時連貞等共同治理棚倉領地，處理各種政務。
慶長17年（1612年）6月24日，由布惟信於奧州赤館年老逝去，享年86歲。

## 逸聞
- 惟信可說是道雪最信賴的家臣當中，心腹中的心腹，道雪原名為戶次鑑連，轉封至立花山城不久即入佛門取道號為「道雪」，惟信也跟著入佛門，為了表示忠義而將道號取作「雪下」引意為「道雪之下」的意思。

- 元龜年間，大友家軍監小野鎮幸來到立花道雪陣中談論軍事，惟信見其談吐不凡，於事後要求道雪一定要將鎮幸納為部下，此時他對道雪說:「主上大友宗麟將在九州延伸勢力建立威勢，請一定要重用小野鎮幸殿下，我認為他是一位知勇兼備的人物。」但是道雪卻回說:「就算我想招納鎮幸為部下，但是剩餘的領地俸祿也已經不足夠能給他了。」惟信又說:「那麼，我就將自己的一千五百石領地奉還五百石，這麼一來加上剩餘的領地便將足夠。」於是大友宗麟接受道雪的請願，將鎮幸讓給道雪，更給其千石的祿高，而惟信更號召立花家臣投票，讓小野鎮幸成為立花家老[11][2]。

- 惟信隨道雪出戰六十五回，共受傷六十五處，領受的獎狀有七十張，其人「天資英邁並且剛毅」，曾於參加討伐立花鑑載時，討取其下猛將彌須圖書助，也於豐前大里柳浦與毛利軍對戰時，做為先鋒率眾縱橫疾馳，其疾驅奮戰之姿甚至令敵我雙方大為驚嘆，晚年於鎮壓肥後一揆時，依然擔任先鋒騎馬疾驅，老當益壯，時常建立一番槍、一番乘、一番首等等殊勳，和其他三位立花家臣十時連貞、安東家忠、高野大膳在（1578年）於筑前隨道雪爭戰中，四人獲得立花四天王的讚譽，惟信更是其中首位[11][2]。

- 某日，道雪在惟信和鎮幸面前說道:「用軍之道，決不能缺少奇正之變，你們兩位正是能夠以奇、正兩將來輔佐我的人才，凡是戰爭皆是以正合以奇勝，其正法有如滔滔不絕之江河，奇法有如變幻無窮之天地，因此善用奇正將不會有敗戰的可能！如今，惟信可擔任正將，鎮幸可勝任奇將，薦野增時、米多比鎮久皆勇毅之士，可擔任副將。」往後，惟信常與鎮幸為立花家軍陣的兩翼，一起替立花軍數度導向勝利，被稱為「立花雙翼」[100][2][46]

- 在立花道雪決定收盟友高橋紹運之子千熊丸(後的立花宗茂)為養子後，並命令惟信擔任千熊丸的武者老師。某天，在惟信的伴隨下，千熊丸和道雪上山前往立花山城，途中千熊丸被栗枝刺中腳掌，大叫著幫忙把栗枝拔出來，眾家臣都來幫忙，但是惟信卻突然將栗枝反插回去，千熊丸因此止住叫聲，忍著痛楚繼續行走。更有一日，惟信於夜晚帶千熊丸上山，途中惟信要求千熊丸自己走，測試其膽量，自己則從後面跟蹤，然而千熊丸卻因害怕漆黑和山中野獸，走不了多久便不走了，惟信在後見狀便大聲斥責:「一個武士若無法克服黑暗和猛獸，是無法成為出色的將領的！」千熊丸聽後終於收起懼心，毅然走出山中[100][2]。

- 天正十三年（1585年）道雪於筑後高良山陣中病逝，並表示將自己的遺駭葬在高良山中且面對久攻不下的柳川城，要是有人違反那麼他的子孫將世代遭到詛咒。然而惟信和鎮幸等家臣卻為此想殉死，惟信如是說:「要主公的遺體在高良山中讓敵兵踐踏，這是何等恥辱，我等將伴隨殉死！」然而家中老臣原尻宮内（原尻鎮清）卻說:「若在此殉死，那麼少主統虎該當如何是好？在此離少主死去才是不忠！」惟信聽後徹悟，緊接說出:「主公的遺體由我運回立花山城，詛咒就由我承擔吧！」此後便以立花宗茂的後見役身分輔佐著宗茂，當宗茂受封至筑後柳川十三萬二千石後，受領了酒見城三千五百石，成為立花家最受重用的五名家老之一。在之後的朝鮮戰役則因年老而留在領地代理政務，其子惟次代其出征[100][2]。

- 關原之戰戰後，立花家被迫遭到改易，領主立花宗茂在離開柳川城時，多少領民皆流淚不捨其英主。此時立花家已無力支付俸祿，立花家的家臣們大部分都抱著無奈的心情改仕九州其他大名，然而此時已是老年之軀的惟信，和次子惟次等扔然和其他立花家臣共十九名跟隨在宗茂身旁，嚐受到許多流浪討乞之苦，這段期間，惟信以製作竹筷販賣，勉強算是一項收入。終於，立花宗茂受到德川家康的原諒和德川秀忠的賞識而得以恢復大名身分，受領了奧州棚倉一萬石後陸續加增至三萬五千石，這段期間惟信和十時連貞兩人擔任了城代，替宗茂處裡政務。終於，惟信替立花二代所做的努力沒有白費，立花宗茂於元和六年（1620年）回歸柳川藩領地受領十萬九千二百石，然而，惟信卻如同自己的道號“雪下”一般，早先於慶長十七年（1612年）在奧州棚倉一地消融病逝，享年86歲，沒能親眼見到立花家回歸柳川[100][2]。

- 傳聞惟信生涯參加三十餘場戰事，全無敗績[46]。